# ثنائيات الأجنحة البدئية
ثنائيات الأجنحة البدئية (الاسم العلمي: Protodiptera)، رتبة حشرات منقرضة، تحتوي على جنسين Permotipula وPermila.

## روابط خارجية
- David Grimaldi, Michael S. Engel. Evolution of the insects.